# Yolande van Soissons
Yolande van Henegouwen (rond 1145 — 1202) was een dochter van graaf Boudewijn IV van Henegouwen en Adelheid van Namen. Zij was gehuwd met:
- Ivo III van Nesle (-1178)
- Hugo IV van Saint-Pol (-1205).

Uit haar tweede huwelijk had zij volgende kinderen:
- Elisabeth (1179-), gehuwd met Wouter III van Châtillon,
- Eustachia (1180-), gehuwd met Jan II van Nesle, burggraaf van Brugge.

## Voorouders
| Voorouders van Yolande van Soissons (1145-1202) | Voorouders van Yolande van Soissons (1145-1202)                                   | Voorouders van Yolande van Soissons (1145-1202)                                   | Voorouders van Yolande van Soissons (1145-1202)                                   | Voorouders van Yolande van Soissons (1145-1202)                                   | Voorouders van Yolande van Soissons (1145-1202)                            | Voorouders van Yolande van Soissons (1145-1202)                            | Voorouders van Yolande van Soissons (1145-1202)                            | Voorouders van Yolande van Soissons (1145-1202)                            |
| ----------------------------------------------- | --------------------------------------------------------------------------------- | --------------------------------------------------------------------------------- | --------------------------------------------------------------------------------- | --------------------------------------------------------------------------------- | -------------------------------------------------------------------------- | -------------------------------------------------------------------------- | -------------------------------------------------------------------------- | -------------------------------------------------------------------------- |
| Overgrootouders                                 | Boudewijn II van Henegouwen (1056-1098) ∞ 1084 Ida van Leuven (ca. 1065-1139)     | Boudewijn II van Henegouwen (1056-1098) ∞ 1084 Ida van Leuven (ca. 1065-1139)     | Gerard I van Gelre (1060-1129) ∞ ? (–)                                            | Gerard I van Gelre (1060-1129) ∞ ? (–)                                            | Albert III van Namen (1035-1102) ∞ Ida van Saksen (–1102)                  | Albert III van Namen (1035-1102) ∞ Ida van Saksen (–1102)                  | Koenraad I van Luxemburg (1040-1086) ∞ ? (-)                               | Koenraad I van Luxemburg (1040-1086) ∞ ? (-)                               |
| Grootouders                                     | Boudewijn III van Henegouwen (ca. 1087-1120) ∞ 1107 Yolanda van Gelre (1090-1131) | Boudewijn III van Henegouwen (ca. 1087-1120) ∞ 1107 Yolanda van Gelre (1090-1131) | Boudewijn III van Henegouwen (ca. 1087-1120) ∞ 1107 Yolanda van Gelre (1090-1131) | Boudewijn III van Henegouwen (ca. 1087-1120) ∞ 1107 Yolanda van Gelre (1090-1131) | Godfried van Namen (1067-1139) ∞ 1109 Ermesinde I van Namen (1080-1143)    | Godfried van Namen (1067-1139) ∞ 1109 Ermesinde I van Namen (1080-1143)    | Godfried van Namen (1067-1139) ∞ 1109 Ermesinde I van Namen (1080-1143)    | Godfried van Namen (1067-1139) ∞ 1109 Ermesinde I van Namen (1080-1143)    |
| Ouders                                          | Boudewijn IV van Henegouwen (1110-1171) ∞ Aleidis van Namen (1112/15-1169)        | Boudewijn IV van Henegouwen (1110-1171) ∞ Aleidis van Namen (1112/15-1169)        | Boudewijn IV van Henegouwen (1110-1171) ∞ Aleidis van Namen (1112/15-1169)        | Boudewijn IV van Henegouwen (1110-1171) ∞ Aleidis van Namen (1112/15-1169)        | Boudewijn IV van Henegouwen (1110-1171) ∞ Aleidis van Namen (1112/15-1169) | Boudewijn IV van Henegouwen (1110-1171) ∞ Aleidis van Namen (1112/15-1169) | Boudewijn IV van Henegouwen (1110-1171) ∞ Aleidis van Namen (1112/15-1169) | Boudewijn IV van Henegouwen (1110-1171) ∞ Aleidis van Namen (1112/15-1169) |

## Voetnoten
1. ↑  Veel genealogische bronnen geven een geboortejaar van 1131 aan. Dit is echter niet te rijmen met de geboortejaren van haar kinderen en ook niet met het geboortejaar van haar tweede echtgenoot.